# Río Deva (vattendrag i Spanien, Galicien)
Río Deva är ett vattendrag i Spanien.   Det ligger i provinsen Provincia de Pontevedra och regionen Galicien, i den nordvästra delen av landet, 400 km väster om huvudstaden Madrid.